# Ramón Rojas (saltador)
Ramón Rojas  (Santiago, 3 de noviembre de 1978[cita requerida] – Grindelwald, Suiza, 20 de septiembre de 2014) fue un esquiador acrobático chileno, especialista en salto BASE. Logró la «marca mundial de salto BASE de esquí con traje aéreo a mayor altura» en 2014, un mes antes de su muerte.

## Biografía
Nació en 1978 en Santiago, pero vivió su infancia en San Vicente de Tagua Tagua, en la Región de O'Higgins. Se inició en el montañismo en el centro de esquí de Chapa Verde, donde fue voluntario en patrullas de ski. Unos años después formó parte de Patrullas de Ski de Chile, un grupo de rescatistas en centros de esquí, desempeñándose en Valle Nevado. Estudió odontología en Valparaíso.
Tras conocer a Shane McConkey, decidió seguir la disciplina del salto BASE, y se especializó en España. Rojas disputó los mundiales de BASE realizados en Noruega (2011) y Brasil (2013), obteniendo en este último el quinto lugar.
El 20 de agosto de 2014, rompió el récord mundial por el salto Ski-Wingsuit-BASE más alto del mundo, realizado desde una altura de 4100 m s. n. m. en el Cerro El Plomo, en la cordillera de los Andes. Falleció un mes después, a la edad de 35 años, en Grindelwald, Suiza, cuando practicaba en las montañas del lugar junto a otros saltadores BASE.